# تپه حاج علی‌آباد
تپه حاج علی‌آباد در شهرستان سلسله، روستای حاج علی‌آباد واقع شده و این اثر در تاریخ ۱۰ مهر ۱۳۸۰ با شمارهٔ ثبت ۴۰۶۶ به‌عنوان یکی از آثار ملی ایران به ثبت رسیده است.